# کسی پالمر
کسی پالمر (انگلیسی: Kasey Palmer؛ زادهٔ ۹ نوامبر ۱۹۹۶) بازیکن فوتبال اهل بریتانیا است.
از باشگاه‌هایی که در آن بازی کرده‌است می‌توان به باشگاه فوتبال هادرزفیلد تاون اشاره کرد.
وی همچنین در تیم‌های ملی فوتبال زیر ۱۷ سال انگلستانو زیر ۲۱ سال انگلستان بازی کرده‌است.